# Oratorio de Pascua, BWV 249
El Oratorio de Pascua, BWV 249 (en alemán: Oster-Oratorium) es un oratorio escrito por Johann Sebastian Bach en Leipzig y estrenado el 1 de abril de 1725.

## Historia
La primera versión de la obra se completó como una cantata para el domingo de Pascua en Leipzig, el 1 de abril de 1725, bajo el título Kommt, gehet und eilet. Se le dio el carácter de oratorio y un nuevo título en una revisión de 1735. En otra versión posterior de fines de la década de 1740, el tercer movimiento fue ampliado de un dúo a un coral en cuatro partes. La obra se basa en una cantata secular, la «cantata del pastor» Entfliehet, verschwindet, entweichet, ihr Sorgen, BWV 249a que se ha perdido, aunque su libreto se conserva. El autor del libreto y posiblemente del texto del oratorio fue Christian Friedrich Henrici. La obra se inicia con dos movimientos instrumentales que se han tomado probablemente de un concierto de la época de Köthen. Parece posible que el tercer movimiento se base en el final de tal concierto.

## Análisis
A diferencia del Oratorio de Navidad, no tiene narrador, sino cuatro personajes asignados a cada una de las voces: Simón Pedro (tenor) y Juan el apóstol (bajo), aparecen en el primer dueto apresurándose hacia la tumba de Jesús, que encuentran vacía. Encuentran allí a María Magdalena (alto) y «la otra María», María de Cleofás (soprano). El coro aparecía solo en el movimiento final hasta que una versión de fines de la década de 1740 amplió el dueto inicial con partes a cuatro voces. La música es festiva, interpretada con trompetas, timbales, dos oboes, fagot, dos flautas dulces, flauta travesera, dos violines y bajo continuo.
| N.º |            |                            | Primer verso                 |
| --- | ---------- | -------------------------- | ---------------------------- |
| 1   | Sinfonia   |                            |                              |
| 2   | Adagio     |                            |                              |
| 3   | Aria       | tenor, bajo                | Kommt, eilet und laufet      |
| 4   | Recitativo | soprano, alto, tenor, bajo | O kalter Männer Sinn         |
| 5   | Aria       | soprano                    | Seele, deine Spezereien      |
| 6   | Recitativo | alto, tenor, bajo          | Hier ist die Gruft           |
| 7   | Aria       | tenor                      | Sanfte soll mein Todeskummer |
| 8   | Recitativo | soprano, alto              | Indessen seufzen wir         |
| 9   | Aria       | alto                       | Saget, saget mir geschwinde  |
| 10  | Recitativo | bajo                       | Wir sind erfreut             |
| 11  | Coro       | SATB                       | Preis und Dank               |